# Шостак, Элиэзер
Элиэзер Шостак (ивр. אליעזר שוסטק‎; род. 16 декабря 1911 года, Владимирец, Российская империя — 20 августа 2001 года, Израиль) — израильский государственный деятель, депутат кнессета от фракций Херут, ГАХАЛ, Свободный центр и Ликуд; министр здравоохранения в нескольких правительствах Израиля.

## Биография
Родился во Владимирце на территории Российской империи (ныне Украина); в еврейской семье Нафтали и Рейзл. Учился в хедере, затем в школе Тарбут, брал уроки по Талмуду. Вступил в Бейтар в 1930 году, возглавил ячейку этой организации в городе Ровно.
Репатриировался в Палестину в 1935 году, здесь вступил в рабочий отряд Бейтара в Герцлии, а в 1936 году был избран секретарём профсоюза национальных рабочих.
Стал депутатом кнессета в 1951 году, когда сменил Яакова Меридора в составе кнессета 2-го созыва. Переизбирался от движения Херут в кнессет 3-го, 4-го и 5-го созывов. В кнессет 6-го созыва был избран от нового блока «ГАХАЛ». В июле 1967 годла вместе с группой других политиков откололся от этого блока и участвовал в создании партии «Свободный центр». Был избран от этой партии в кнессет 7-го созыва.
В 1974 году откололся от партии Свободного центра и создал партию Независимый центр, которая осталась в блоке Ликуд. В феврале 1975 года был избран председателем Независимого центра. От Ликуда избирался в кнессет 8-го, 9-го, 10-го и 11-го созывов.
В правительстве Менахема Бегина (18) занимал пост министра здравоохранения Израиля, этот пост он сохранил в следующем правительстве Бегина (19) и в новом правительстве Ицхака Шамира (20).
В кнессете 11 созыва работал заместителем спикера кнессета (1984—1988).
За более чем 37-летнюю карьеру в парламенте Шостак входил в состав множества комиссий, среди них комиссия по труду (2, 3, 4, 5, 6, кнессет 7-го созыва и 11), комиссия по экономике (2, 4, 5, 6), комиссия по услугам населению (3, 4, 6, 7).